# 1833 az irodalomban
Az 1833. év az irodalomban.

## Események
- Vörösmarty Mihály a Magyar Tudós Társaság (az Akadémia elődje) pályázatára elkészíti Vérnász című drámáját, és kézirata első díjat nyer.

## Megjelent új művek
- Honoré de Balzac regényei:
  - Eugénie Grandet
  - A falusi orvos (Le médecin de campagne)
- Prosper Mérimée elbeszéléseinek első gyűjteménye: Mosaïque
- George Sand francia írónő regénye: Lélia
- Charles Lamb angol esszéíró, irodalomkritikus: The Last Essays of Elia (Elia utolsó esszéi)

### Költészet

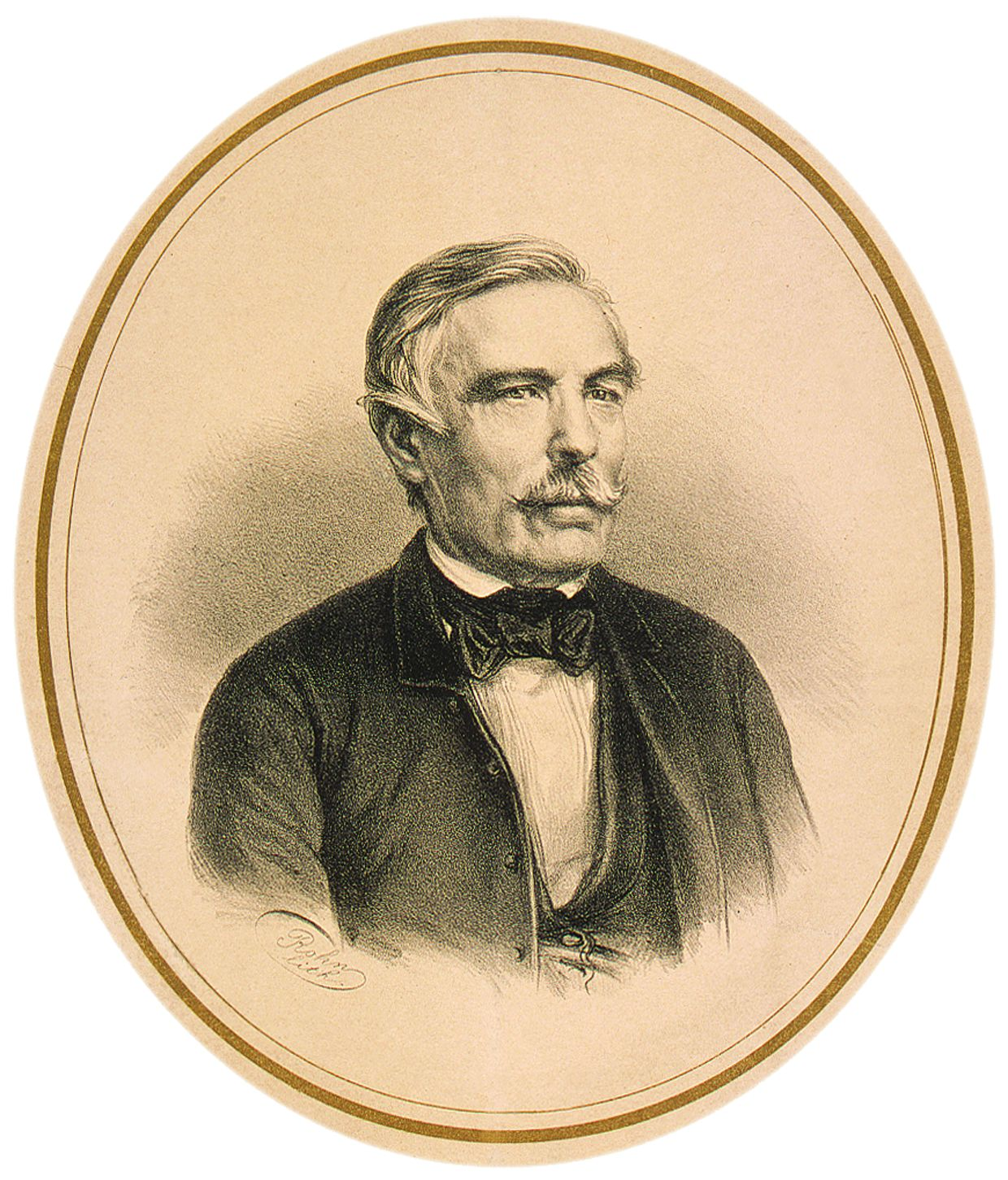
Udvarhelyi Miklós

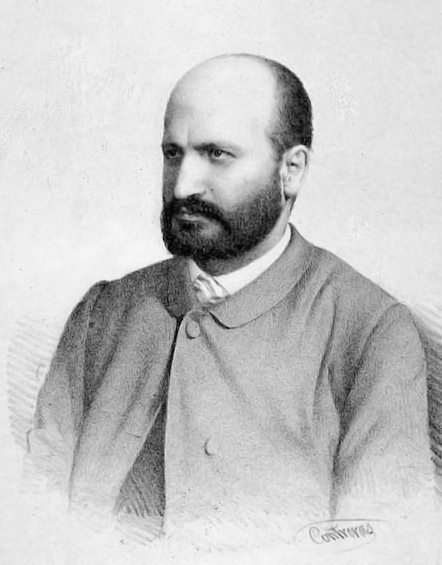
Pedro Antonio de Alarcón

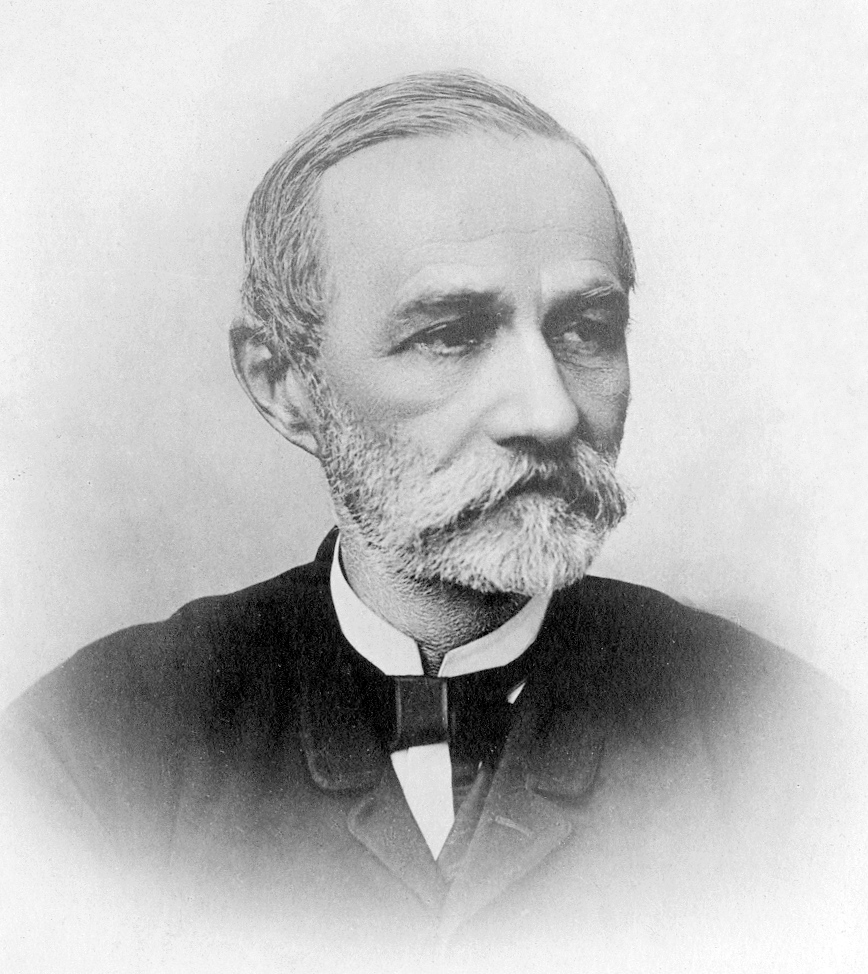
Jovan Jovanović Zmaj

- Először jelenik meg Puskin Anyeginjének teljes szövege önálló kiadásban (az előző években egyes fejezetek jelentek meg belőle)
- Ján Hollý szlovák költő, műfordító eposza: Svatopluk
- Bonaventura Carles Aribau katalán költő, író: Oda a la Pàtria (Óda a hazához)

### Dráma
- Joseph von Eichendorff vígjátéka: Die Freier (A kérők)
- Az év folyamán Victor Hugo két drámáját mutatják be:
  - Lucrèce Borgia (Lukrécia Borgia)
  - Marie Tudor (Tudor Mária)
- Johann Nestroy bohózata: Lumpáciusz Vagabundusz

### Magyar nyelven
- február 15. – Kassán Udvarhelyi Miklós jutalomjátékaként végre bemutatják Katona József Bánk bánját
- Vörösmarty Mihály munkái (három kötet).

## Születések
- március 10. – Pedro Antonio de Alarcón spanyol író († 1891)
- július 9. – Joaquim de Sousa Andrade amerikai-brazil író és költő († 1902)
- november 24. – Jovan Jovanović Zmaj szerb költő († 1904)

## Halálozások
- augusztus 12. – Simai Kristóf piarista szerzetes, író, szótáríró, vígjátékíró (* 1742)
- szeptember 3. – Görög Demeter magyar író, szerkesztő, udvari tanácsos, kultúrpolitikus, nevelő, a magyar irodalom szervezője és mecénása (* 1760)